# Vodní nádrž Mostiště
Vodní nádrž Mostiště, zvaná též Mostišťská přehradní nádrž, leží na řece Oslavě severně od Velkého Meziříčí.

## Popis
Rozprostírá se na ploše cca 93 ha a její 340 m dlouhá sypaná hráz je schopna zadržet 11 937 000 m³ vody. Po jejím plném napuštění vodou v roce 1961 vzniklo jezero 5385 m dlouhé s nepravidelnou šířkou nepřesahující 1000 m. Svojí kapacitou se řadí mezi středně velké přehrady v Česku. Hráz byla vytvořena z kamení, lámaném v kamenolomu v prostoru zatopeného jezera. Pravá část hráze je obloukem s poloměrem 150 m, levá část je přímá. Na pravém břehu se nachází bezpečnostní přeliv s hranou o délce 54 m.
Hráz stojí na území obce Vídeň, vodní nádrž zasahuje zejména pravou částí i do území města Velké Meziříčí (katastrální území Mostiště u Velkého Meziříčí a Olší nad Oslavou), levou částí do obcí Vídeň a Bory (k. ú. Dolní Bory).

## Stav
Mezi lety 2006 a 2016 bylo do rekonstrukce a rozvoje nádrže investováno přibližně 500 milionů Kč. V roce 2017 bylo oznámeno, že vodní nádrž Mostiště je v dobrém stavu a bez zjevných a podstatných závad.

## Hráz
- výška hráze: 41,7 m
- délka hráze v koruně: 340,7 m
- hladina stálého nadržení: 459 m n. m.
- maximální zásobní hladina: 477,3 m n. m.
- kóta přelivu: 478,0 m n. m.
- maximální retenční hladina: 479,04 m n. m.
- koruna hráze: 480,4 m n. m.

## Vodní režim
Průměrný průtok činí 1,42 m³/s.

## Využití
Slouží jako zásobárna pitné vody pro více než 70 000 obyvatel z asi 100 obcí. Mezi její další využití patří ochrana měst před povodněmi, optimalizování průtoku v letních měsících, energetika. Na Třebíčsko přiteče z nádrže přibližně 1 milion krychlových metrů vody ročně. Zprovoznění vodovodu do Třebíče proběhlo 29. listopadu 1966. Přehrada má i turistické využití, stejně jako vodovod z nádrže vedoucí směrem k Třebíči, u Rudíkova byla postavena armaturní šachta v podobě ponorky a u Hroznatína vodojem v podobě jehlanu.